# Ломикін Костянтин Матвійович
Костянтин Матвійович Ломи́кін (19 серпня 1924, Глухів — 9 липня 1993, Одеса) — український живописець; член Одеської організації Спілки художників України з 1953 року та її голова впродовж 1972—1976 років. Чоловік скульпторок Зої Ломикіної і Фелії Фальчук.

## Біографія
Народився 19 серпня 1924 року у місті Глухові (тепер Сумська область, Україна). Впродовж 1946—1951 років навчався в Одеському художньому училищі (викладачі — Леонід Мучник, Микола Шелюто, Микола Павлюк).
Мешкав в Одесі, в будинку на вулиці Чкалова, 1, квартира 13. Помер в Одесі 9 липня 1993 року. Похований в Одесі на Другому християнському цвинтарі (ділянка № 80).

## Творчість
Працював у галузі станкового живопису у жанрі тематичної картини, портрету, пейзажу, натюрморту. Серед робіт:
- «Діти у весняному парку» (1950);
- «Юні шефи» (1952);
- «Останній сніг» (1953, Одеський художній музей);
- «Клятва Богдана Хмельницького біля тіла вбитого козака» (1954, Сімферопольський художній музей);
- «Прийшла весна» (1957, Одеський художній музей);
- «Двір Одеського музею» (1958);
- «Це не повинно повторитись» (1960, Дніпровський художній музей);
- «Рідна мати моя» (1962);
- «В дні окупації» (1964);
- «Шаланда» (1966);
- «Живе слово Ілліча» (1967, Одеський художній музей);
- «Родина», «Східці епох» (1968);
- «У президії», «Зимові присмерки» (1969);
- «Розминка», «Після вистави» (1972);
- «Батько» (1975);
- «Доручення особливої важливості» (1977);
- «Балерини у блакитному», «Букет жовтих троянд» (1978);
- «Узимку. Снігурі», «Репетиція» (1979);
- «Балерина у жовтому», «Білі півонії» (1980);
- «Фіолетові квіти» (1981);
- «Перед виступом», «Балерини», «Півонії», «Бузок» (1982);
- «Ветерани ідуть» (1985);
- серія «Жіночі портрети» (1980–1990-ті).

Брав участь у всеукраїнських, всесоюзних мистецьких виставках з 1951 року. Персональні виставки відбулися в Одесі у 1953, 1974, 1985 роках, Харкові у 1954 році, Києві у 1956–1957 роках, Токіо у 1981 році, Амстердамі у 2001 році.
Твори художника знаходяться в художніх музеях України (Одеський художній музей, Музей сучасного мистецтва України, Національний художній музей України та інших), в Третьяковській галереї, а також у приватних колекціях в Росії, Японії, Франції, Греції, Німеччини, Італії, Португалії.

## Відзнаки
- Два ордена «Знак Пошани»;
- Заслужений діяч мистецтв УРСР з 1971 року;
- Народний художник УРСР з 1984 року.